# Ляхово (Єрмекеєвський район)
Ля́хово (рос. Ляхово, башк. Ляхов) — присілок у складі Єрмекеєвського району Башкортостану, Росія. Входить до складу Спартацької сільської ради.
Населення — 12 осіб (2010; 21 в 2002).
Національний склад:
- росіяни — 62 %